# Landbouw in Nederland

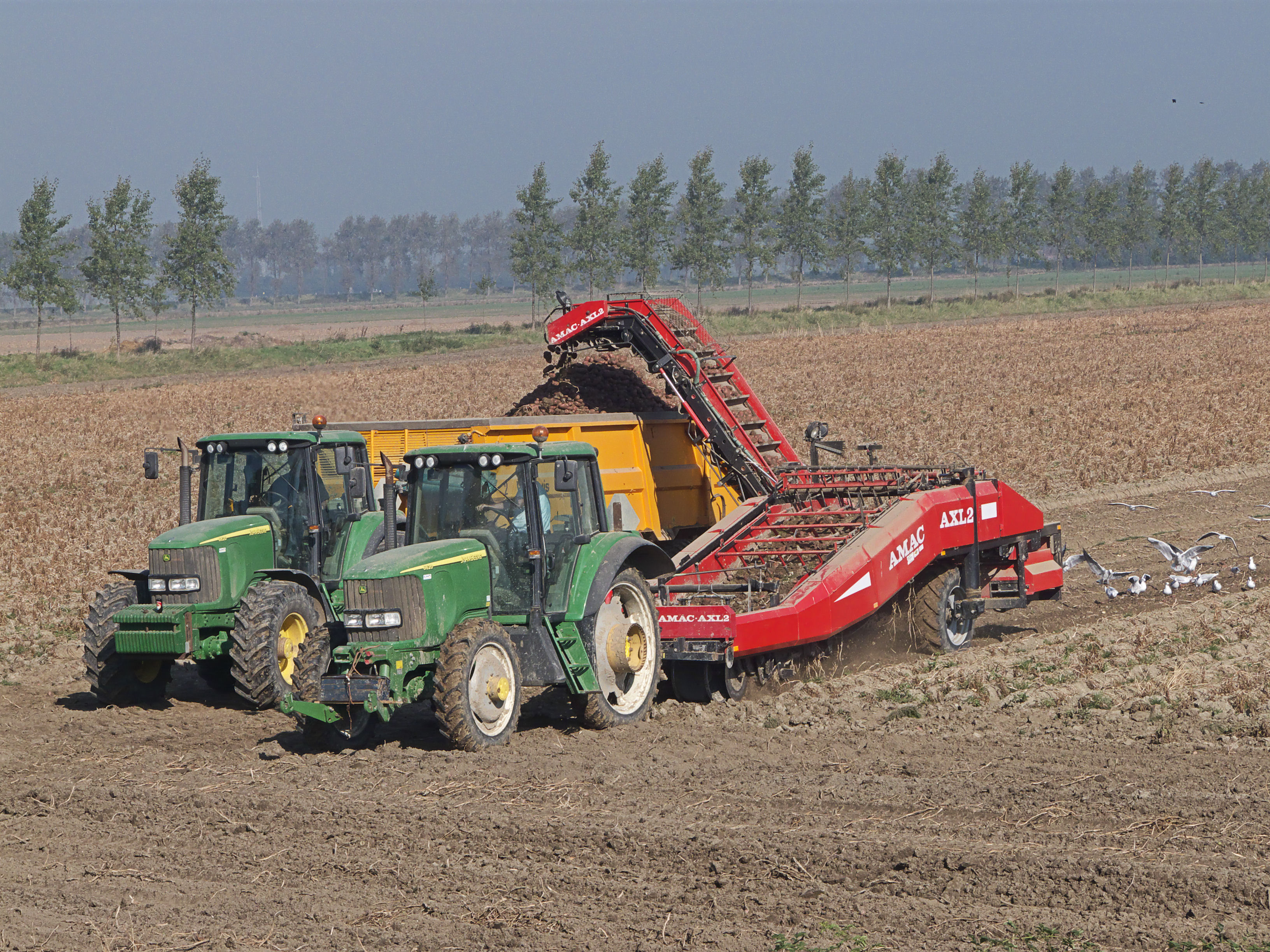
Aardappeloogst in Kortgene (2011)

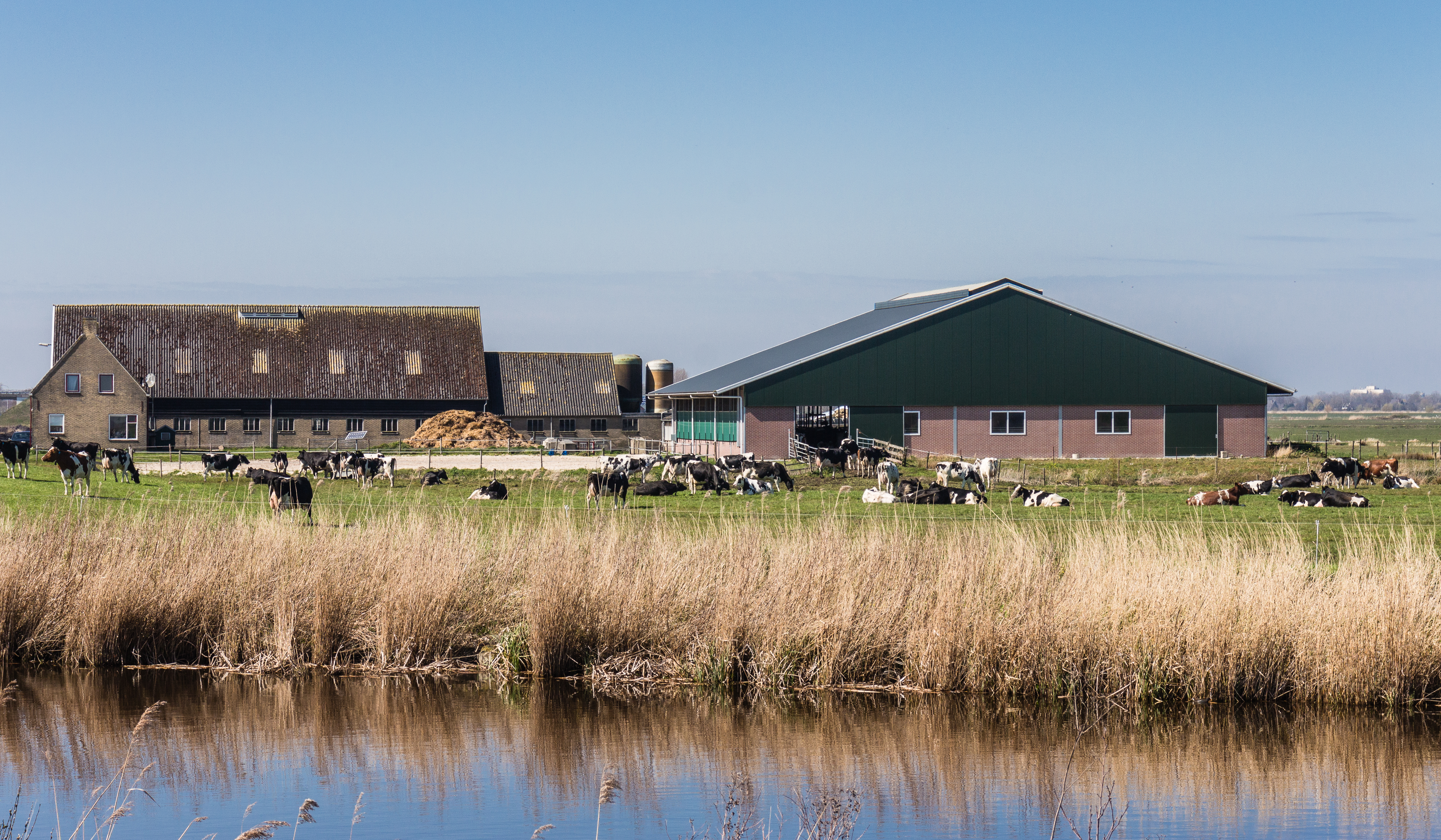
Melkveehouderij in Friesland (2020)

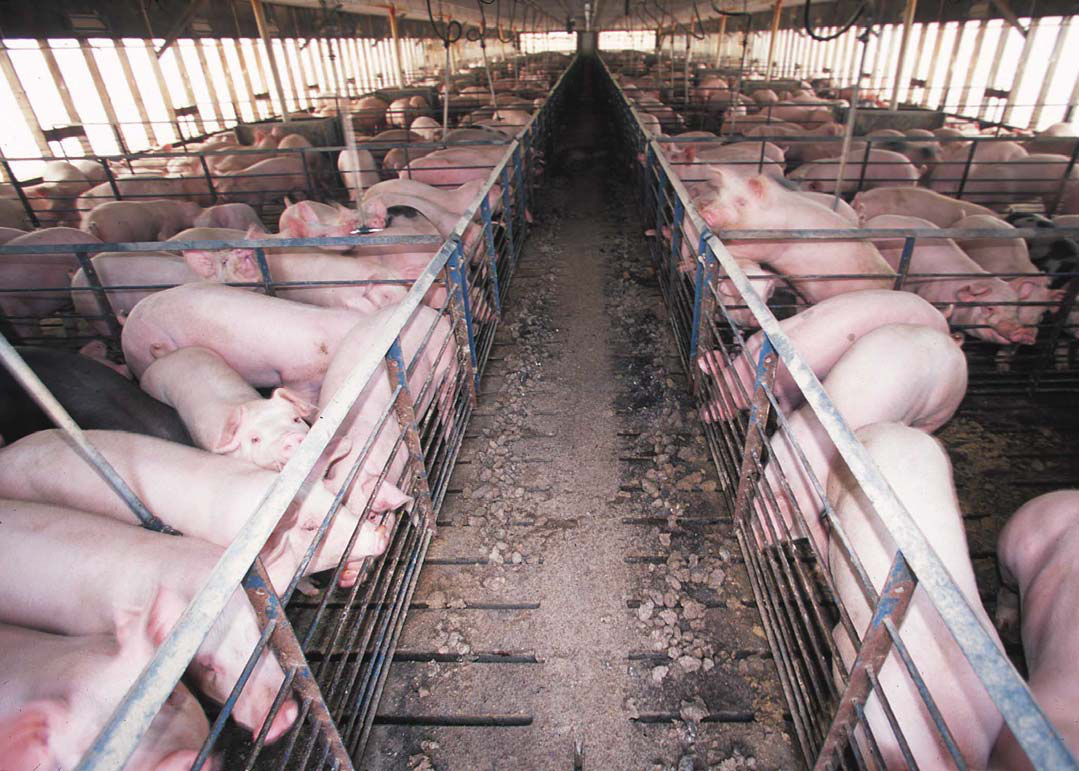
Varkensstal

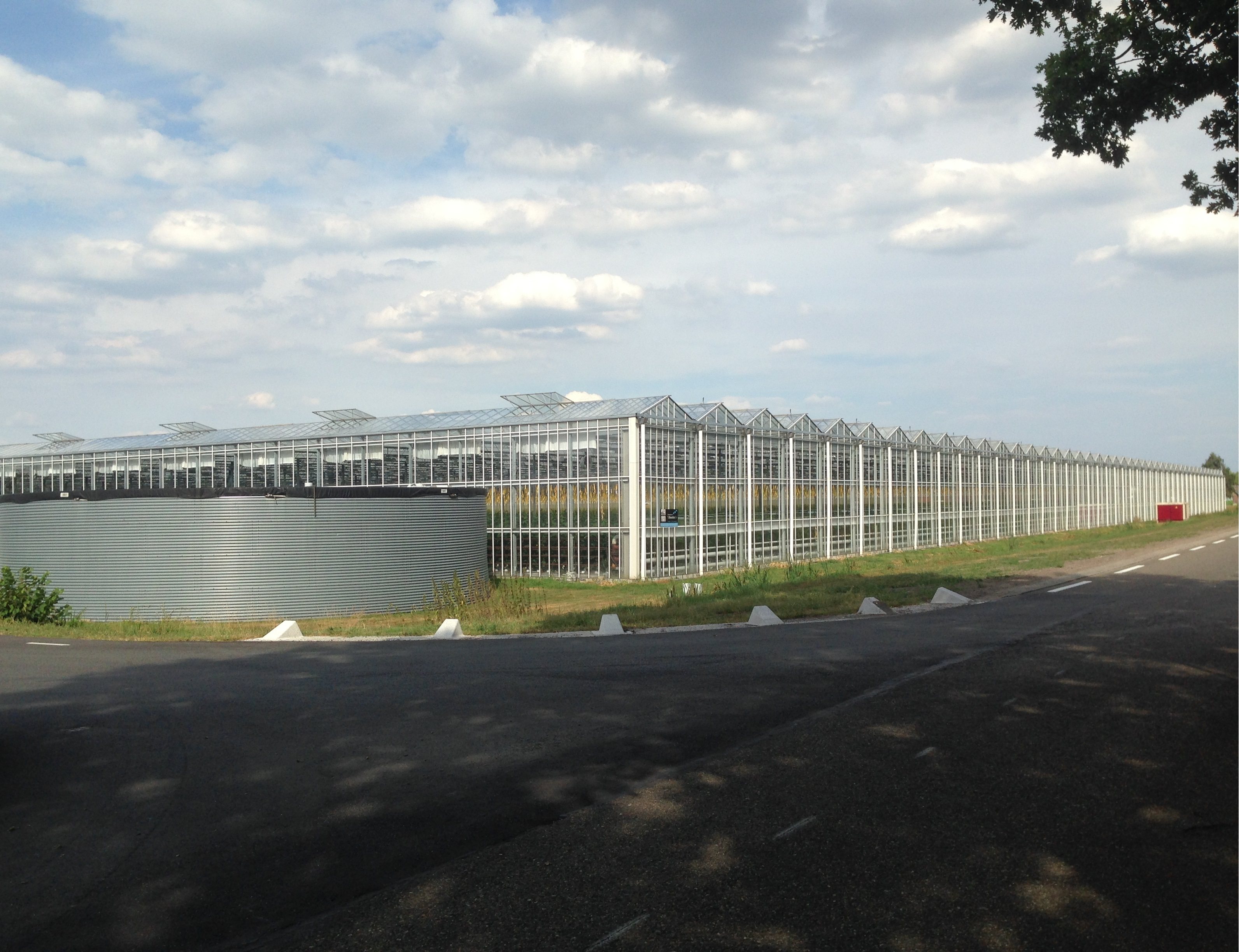
Glastuinbouw in Erica (2018)

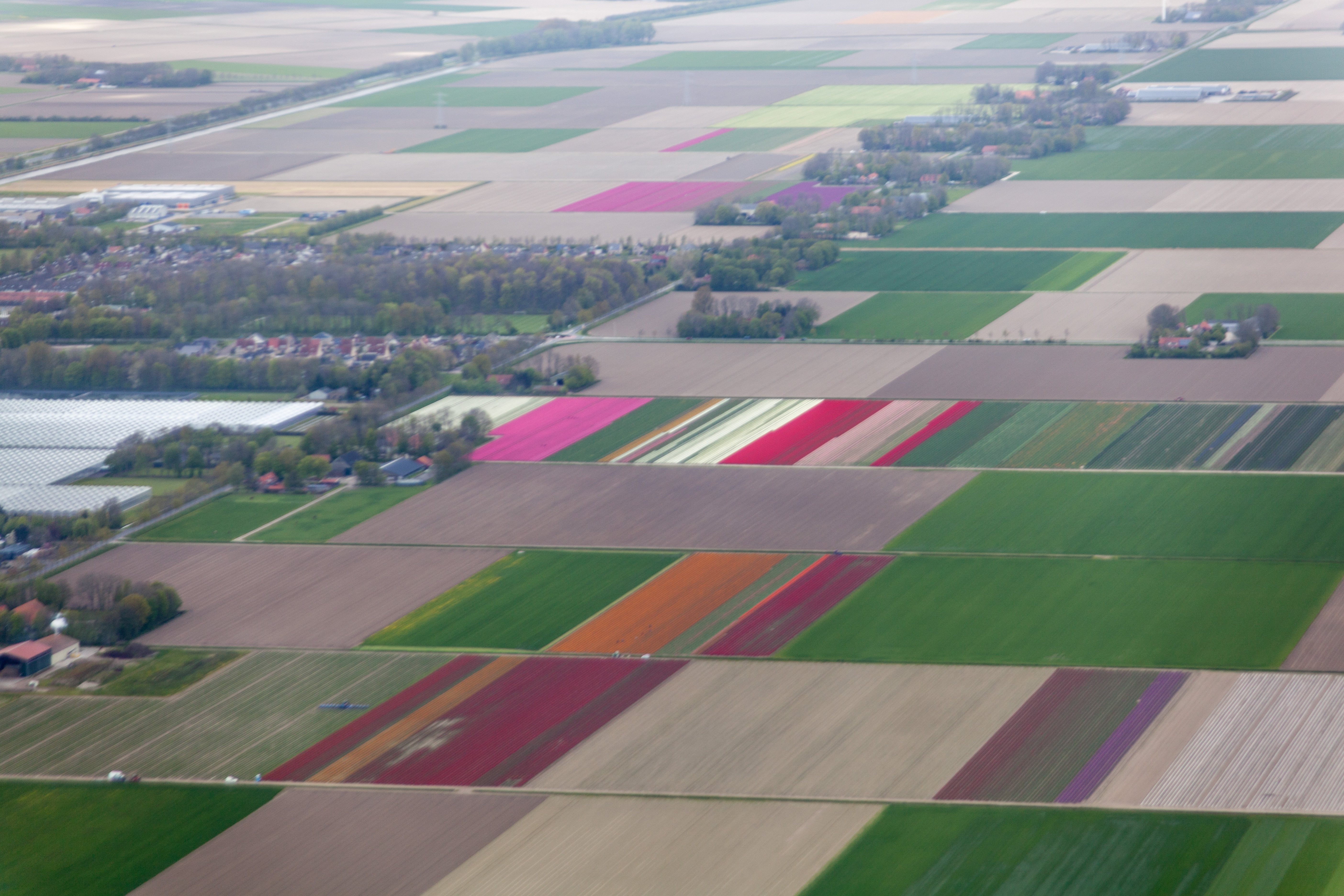
Bollenteelt in Ens (2014)

Dit artikel behandelt de geschiedenis, organisatie en betekenis van landbouw in Nederland. 
In 2020 werd van het totale Nederlandse grondgebied (41.543 km²) 54% gebruikt door de landbouw (2.236.317 hectare). In 2019 bedroeg het aandeel van de landbouw in de economie van Nederland (het bruto binnenlands product of bbp) 1,4%; in 1995 was dat nog 2,8%. Nederland had in 2018 met 1,4% een relatief grote landbouwsector vergeleken met zijn buurlanden en het EU-gemiddelde van 1,1%.
Nederland is na de VS de belangrijkste exporteur van agrarische producten. In 2019 werd voor 94,5 miljard euro geëxporteerd. Bloemen en planten vormen het belangrijkste deel van de landbouwuitvoer, gevolgd door vlees en zuivel.

## Ontwikkeling en organisatie

### Aantal bedrijven en ruimtegebruik
Het Burgerlijk Wetboek Deel 7: bijzondere overeenkomsten bepaalt in artikel 312: 'Onder landbouw wordt verstaan, steeds voor zover bedrijfsmatig uitgeoefend: akkerbouw; weidebouw; veehouderij; pluimveehouderij; tuinbouw, daaronder begrepen fruitteelt en het kweken van bomen, bloemen en bloembollen; de teelt van griendhout en riet; elke andere tak van bodemcultuur, met uitzondering van de bosbouw.' Sinds het midden van de 20e eeuw is door schaalvergroting en mechanisatie het aantal landbouwbedrijven afgenomen en zijn de bedrijven in grootte toegenomen. Van de 410.000 landbouwbedrijven in 1950 waren er in 2016 nog 55.000 over, terwijl het gemiddelde boerenbedrijf in oppervlakte groeide van ongeveer 5,7 hectare in 1950 naar 32,4 hectare in 2016. Tussen 2010 en 2012 nam de totale "landbouwgrond" oftewel het "agrarisch terrein" van 2.264.376 hectare af tot 2.252.233; in 2020 was dat 2.236.317 hectare in de CBS-statistiek bodemgebruik. De term "agrarisch terrein" is inclusief erven, tuinen en andere oppervlakten en heeft daarmee een ruimere definitie dan de veelgebruikte vakterm "areaal cultuurgrond", die zich in de Landbouwtelling (een gezamenlijke enquête van het CBS en het landbouwministerie) beperkt tot grasland en voedergewassen, akkerbouw, opengrondstuinbouw ("tuinbouw open grond") en glastuinbouw ("tuinbouw onder glas") en zo anno 2020 uitkwam op 1.814.500 hectare.:72  De term "erf" slaat op de grond waarop alle gebouwen van een boerderij staan, waaronder stallen voor het vee, bedrijfswoningen van boeren en eventuele werknemers, machinebergruimtes, mestsilo's, kuilplaatsen en voedersilo's;:37 deze oppervlakte valt dus buiten het begrip "areaal cultuurgrond".:72 Volgens het CBS en Wageningen University & Research was anno 2020 '53,9% van het totaal areaal cultuurgrond in gebruik als grasland (blijvend, tijdelijk en natuurlijk grasland), 11,4% voor groenvoedergewassen, 29,0% voor akkerbouwland, 5,1% voor opengrondstuinbouw en 0,6% voor glastuinbouw.'

### Agrarische beroepsbevolking
| Nederlandse beroepsbevolking naar sector (%) | Nederlandse beroepsbevolking naar sector (%) | Nederlandse beroepsbevolking naar sector (%) | Nederlandse beroepsbevolking naar sector (%) | Nederlandse beroepsbevolking naar sector (%) | Nederlandse beroepsbevolking naar sector (%) | Nederlandse beroepsbevolking naar sector (%) |
| -------------------------------------------- | -------------------------------------------- | -------------------------------------------- | -------------------------------------------- | -------------------------------------------- | -------------------------------------------- | -------------------------------------------- |
|                                              | 1807                                         | 1849                                         | 1899                                         | 1930                                         | 1960                                         | 2000                                         |
| Landbouw (incl. visserij)                    | 43,1                                         | 40,3                                         | 34,1                                         | 20,6                                         | 10,7                                         | 3,3                                          |
| Industrie                                    | 26,2                                         | 31,0                                         | 32,6                                         | 35,5                                         | 41,2                                         | 21,6                                         |
| Diensten                                     | 30,8                                         | 28,7                                         | 33,3                                         | 43,9                                         | 48,1                                         | 75,1                                         |

Terwijl de Nederlandse bevolking tussen 1807 en 2000 groeide van 2 naar 16 miljoen mensen, slonk het percentage van de beroepsbevolking dat werkzaam was in de landbouwsector van 43,1% naar 3,3%, omdat er door de mechanisatie steeds minder landarbeiders nodig waren. De arbeid verschoof eerst naar de industriële sector en daarna steeds meer naar de dienstensector; zo evolueerde Nederland van een overwegend agrarische samenleving naar een verzorgingsstaat. In 1998 waren er in de Nederlandse landbouw en visserij samen afgerond 291.000 banen, in 2018 waren dat er 250.000. Van deze kwart miljoen banen in 2018 werden er 115.000 vervuld door werknemers en 135.000 vervuld door zelfstandigen; met 54% waren landbouw en visserij de sectoren met de meeste zelfstandigen. 168.000 banen (67,2% ofwel twee derde) werd vervuld door mannen, de overige 82.000 (32,8%) door vrouwen. Het aantal mensen werkzaam in de landbouw is gedurende de jaren 1980–2004 sterk afgenomen: van 265.467 in 1980 tot 98.900 in 2004.

### Organisatie
Werkgevers en werknemers in de landbouw worden vaak agrariërs, boeren of landbouwers genoemd; in de verschillende sectoren wordt ook wel gesproken van akkerbouwers, tuinders en veeboeren. Er zijn verscheidene opleidingen om agrariër te worden. De agrarische opleidingscentra (AOC's) verzorgen de agrarische beroepsopleidingen. Het Wageningen University & Research centre in Wageningen verzorgt wetenschappelijke opleidingen en leidt niet direct op tot het beroep van boer alhoewel sommige afgestudeerden een eigen boerenbedrijf hebben. Tevens staat in Dronten de CAH Vilentum Hogeschool. Landbouwers in Nederland hebben zich in een aantal belangenorganisaties verenigd, zoals de Land- en Tuinbouworganisatie (LTO Nederland), de Farmers Defence Force, Agractie, Nederlands Agrarisch Jongeren Kontakt (NAJK), Netwerk Grondig, de Nederlandse Zuivel Organisatie, Glastuinbouw Nederland, de Nederlandse Akkerbouw Vakbond, de Nederlandse Melkveehouders Vakbond en de Nederlandse Vakbond Varkenshouders.
De landbouw valt anno 2020 onder de verantwoordelijkheid van het Ministerie van Landbouw, Natuur en Voedselkwaliteit (LNV) en wordt onder meer bijgestuurd door de agentschappen de Rijksdienst voor Ondernemend Nederland (RVO) en de Nederlandse Voedsel- en Warenautoriteit (NVWA). In 2017 is het agrarisch onderwijs van het Ministerie van LNV overgeheveld naar het ministerie van Onderwijs, Cultuur en Wetenschap. Sinds 2022 is er ook een Minister voor Natuur en Stikstof om de stikstofcrisis, die in 2019 acuut werd en waarbij de landbouw een grote rol speelt, het hoofd te bieden.

## Geschiedenis

### Middeleeuwen (500–1500)
In de Gallo-Romeinse periode was de landbouw in de Nederlanden georganiseerd in kouters. In de vroege middeleeuwen werden de meeste landbouwgronden in het latere Nederland georganiseerd volgens het hofstelsel rondom een vroonhof van de landeigenaar. Daaromheen lagen de boerderijen (mansi) van de horige boeren (laten). Het drieslagstelsel was een algemeen gebruikte landbouwmethode. Tijdens de Grote Ontginning van de 10e tot en met de 13e eeuw is het landschap in wat later het Groene Hart of ook wel de Hollands-Utrechtse laagvlakte zou worden genoemd grotendeels gevormd ten behoeve van de landbouw en het grondpatroon ervan is sindsdien weinig veranderd. Keuterboeren, dagloners, pachter, herendiensten (Oost-Nederland tot eind 18e eeuw). Een belangrijke rol speelden kloosters en abdijen, zowel bij ontginningen als bij inpolderingen.

### Vroegmoderne tijd (1500–1795)
De organisatie van de landbouw kende grote regionale verschillen. Op de veenweidegebieden was melkveehouderij van groot belang, inclusief de vervaardiging op lokale schaal van zuivelproducten. Op de zeekleigebieden domineerde de akkerbouw. De Republiek der Nederlanden kende echter een groot importoverschot van granen, met name tarwe en rogge. Op de zandgronden vond men overwegend het gemengd bedrijf, waarbij de landbouw in dienst stond van de veeteelt. Aangezien er geen kunstmest bestond, werd de potstalmethode hier toegepast waarbij schapen op de woeste gronden graasden en hun mest, samen met heideplaggen, in de potstal werd verzameld. De hoeveelheid mest was de beperkende factor voor de grootte van het landbouwareaal. Een belangrijke vernieuwing was de introductie van de aardappel in de loop van de 17e eeuw. De Nederlanden waren zelfvoorzienend voor wat betreft dit product.
In de 2e helft van de 18e eeuw ontstond in het buitenland, met name in Engeland en Frankrijk, een beweging die in gang gezet werd door verlichte delen van de adel en de burgerij en die een meer wetenschappelijke benadering van de met de landbouw samenhangende vraagstukken nastreefde. Inzet hierbij vormde de verhoging van de productie per hectare, de introductie van nieuwe gewassen zoals de suikerbiet en van industriegewassen als vlas, meekrap en tabak. Daarnaast richtte men de aandacht op mogelijkheden tot mechanisatie, teneinde arbeid te besparen. Voor kleine boeren leidde dit alles tot te grote risico's terwijl ook de deskundigheid vaak ontbrak. Ook in Nederland bestond in Patriottische kringen wel belangstelling voor een meer wetenschappelijke benadering van economische activiteiten, maar aan de landbouw ging dit streven goeddeels voorbij.

### Industriële revolutie (1800–1900)

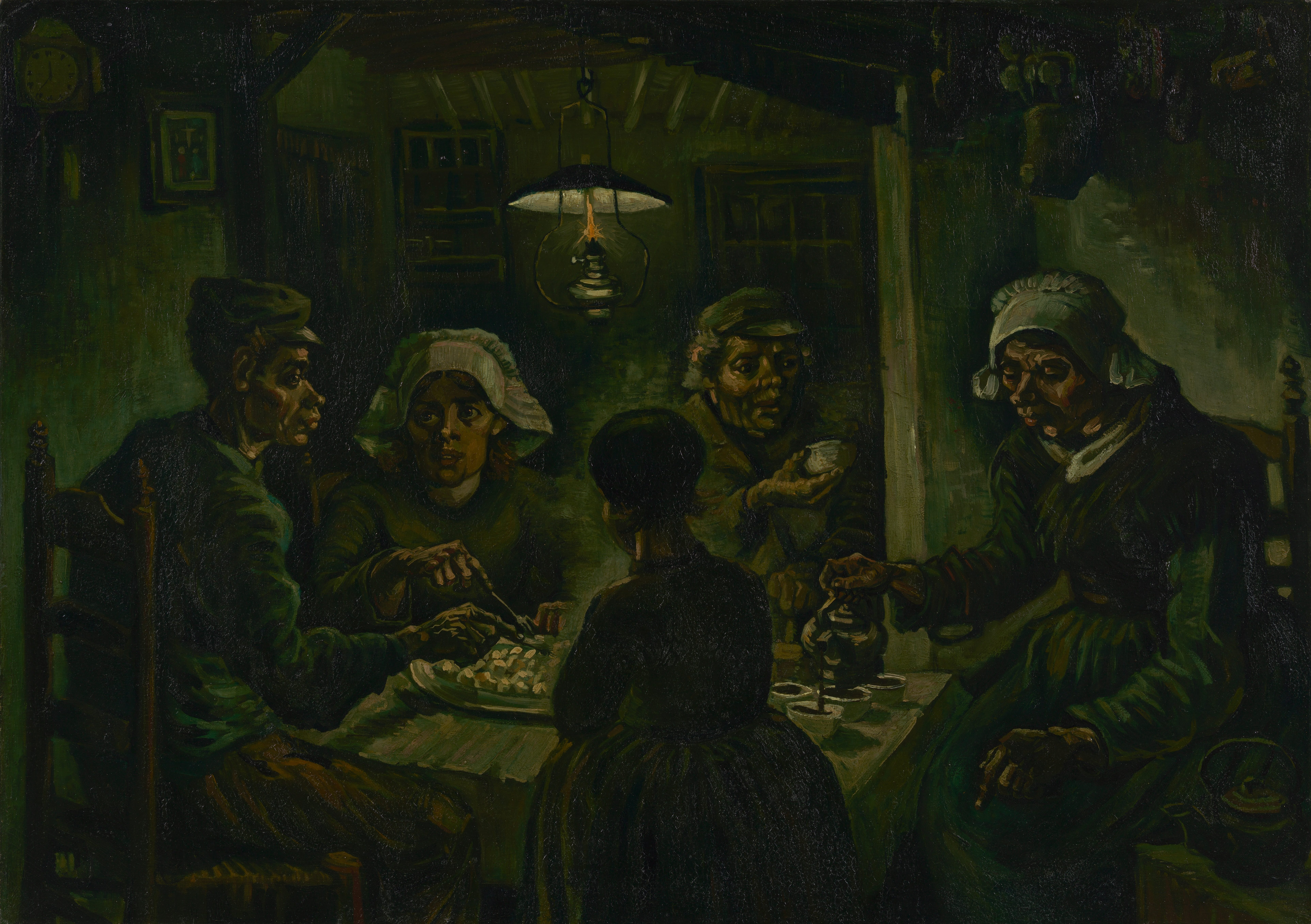
De aardappeleters (1885) van Vincent van Gogh toont een arme boerenfamilie aan tafel voor een eenvoudige maaltijd.

#### Achtergronden
Na 1850 stegen de prijzen voor dierlijke producten zoals boter en vlees veel sneller dan de prijzen van plantaardige producten. Door deze prijsstijging van dierlijke producten gingen agrarische bedrijven zich steeds meer toeleggen op dierlijke productie. Dierlijke productie werd in plaats van een aanvulling op de plantaardige productie de hoofdtak van deze agrarische bedrijven, terwijl de plantaardig productie werd gebruikt voor het maken van veevoer. De dierlijke productie kon mede zulke grote vormen aannemen doordat er goedkoop plantaardige producten konden worden geïmporteerd die als diervoeder gebruikt konden worden. Zo was Nederland vlak voor de Eerste Wereldoorlog een van de grootste maïsimporteurs van Europa. 
Tegen het einde van de 19e eeuw daalden de prijzen van de plantaardige producten aanzienlijk. Dit kwam door de toenemende transportmogelijkheden en de ontginning van grote landbouwoppervlakten zoals in de Verenigde Staten en Canada. Mede hierdoor nam, naast de verwetenschappelijking van de landbouw, de noodzaak toe om de boeren te doen samenwerken. Over de hele linie kreeg de landbouw met veel organisatorische veranderingen te maken waarvoor de kiem soms eerder die eeuw was gelegd. Behalve de landbouwindustrie ontstonden er landbouwcoöperaties en kregen het onderwijs en onderzoek een sterke impuls.

### Wederopbouw (1945–1960)
Door het verslechteren van de economische omstandigheden in de jaren 1920, de verminderde exportmogelijkheden en stijgende prijzen van de grondstoffen voor het veevoer, die veelal geïmporteerd moesten worden, probeerden bedrijven de productiviteit per arbeidskracht te verhogen om zo nog steeds een voldoende inkomen te genereren.
Aan het eind van de Tweede Wereldoorlog maakte Nederland de hongerwinter mee. Er was schaarste aan voedsel, en dit leidde tot een nationaal trauma. Bovendien lag het voedselconsumptieniveau in Nederland al sinds het begin van de 20e eeuw op ongeveer hetzelfde niveau. Daarom werd Sicco Mansholt, minister van Landbouw sinds 1945, gevraagd de voedselvoorziening op orde te brengen. Hierbij werd gebruik gemaakt van de hulp uit Amerika in de vorm van Marshallhulp en voorlichting. Naar Amerikaans voorbeeld werden er maatregelen doorgevoerd om de voedselproductie te verhogen. De voedsel- en vleesproductie werd daarbij geïndustrialiseerd. Door ruilverkaveling en specialisatie ontstonden er bedrijven die efficiënter voedsel en veevoer konden produceren. Ook in de melkveehouderij werd sterk gemechaniseerd en geautomatiseerd.
Na de Tweede Wereldoorlog was het Nederlandse regeringsbeleid gericht op het herstel van de economie en de industriële productie. Om de koopkracht van de mensen te vergroten werd de prijs voor het voedselpakket laag gehouden. Maar de boeren hadden wel een goed inkomen nodig. Daarom moest de landbouwproductie fors omhoog. Verhoging van de productie werd bereikt door deze te mechaniseren. Hierdoor kon met veel minder arbeid hetzelfde werk verzet worden. Verhoging van de opbrengst werd bereikt door gebruik van kunstmest, bestrijdingsmiddelen en krachtvoer. Met de opkomst van de Europese Unie en mede dankzij het gemeenschappelijk landbouwbeleid kwam de intensieve veehouderij in een stroomversnelling. Het gemeenschappelijk landbouwbeleid had als doel een stabiele voedselvoorziening, lage prijzen voor de consument en een goed inkomen voor de boeren. Om een stabiele voedselvoorziening te krijgen streefde de Europese Unie naar een overschot van producten. Om dit voor elkaar te krijgen werd er door de Europese Unie en de nationale overheden veel geld geïnvesteerd in onderzoek om de productie te optimaliseren. Dus met minimale mankracht, grondstoffen en dieren zo'n hoog mogelijke productie halen. Daarnaast konden agrarische bedrijven door stabiele en relatief hoge prijzen makkelijk geld lenen om schaalvergroting toe te passen.

### Schaalvergroting en mechanisatie (1960–heden)
De intensieve veehouderij kwam pas goed tot ontwikkeling door het Gat van Rotterdam. Deze situatie ontstond na de GATT-onderhandelingen over internationale handel in 1962. De Europese Gemeenschap zegde ter compensatie van de bescherming van de Europese graanmarkt toe dat goedkope graanvervangers zoals soja en tapioca uit Amerika en Azië zonder importheffing geïmporteerd konden worden. Een van de voornaamste invoerhavens hiervoor was Rotterdam met de Graan Elevator Maatschappij. Deze graanvervangers vormden goede en goedkope onderdelen voor krachtvoer, zodat de intensieve veehouderij in Nederland explosief kon groeien. Vanwege de nabijheid van Rotterdam konden ook de vervoerskosten laag blijven.
In Nederland is bio-industrie vooral in Oost-Brabant en Noord-Limburg te vinden. Hier worden op grote schaal hokdieren gefokt. Grootschalige graasdier-bedrijven vindt men vooral in Friesland en in de Betuwe.
Het productieaandeel van de grootschalige veehouderijbedrijven stijgt gestaag, terwijl er in totaal steeds minder bedrijven zijn. Ondanks een daling van 271.000 varkenhouders in 1950 tot nog maar 5000 varkenhouders in 2014, en van 216.000 rundveehouders in 1950 tot 30.000 in 2014, is het aantal koeien en varkens dat in Nederland gehouden wordt sterk gestegen. Het aantal varkens is zelfs vertienvoudigd. Ook het aantal slachtkuikens is in 60 jaar vertienvoudigd. In dezelfde periode is het aantal hectare grasland verminderd, net als de teelt van klaver en luzerne. De maïsproductie is wel gestegen.

## Akker- en tuinbouw
Hoewel de landbouw voor buitenlanders vaak in verband gebracht wordt met de Nederlandse economie, door traditionele producten als tulpen en kaas, werkt maar 2% van de bevolking in deze sector. De aanwezigheid van de Nederlandse bedrijven op het gebied van bloemen, bloembollen en veredelde zaden in de wereldeconomie is echter significant.

### Akkerbouw
Het Nederlandse akkerbouwareaal daalde van 2000 tot 2018 van 634.400 hectare naar 516.175 hectare (anno 2020 was dit 29,0% van het totaal areaal cultuurgrond in Nederland). Tussen 2000 en 2021 kromp het totaal akkerbouwareaal met 16,7%. Gerst nam 35,7% af, aardappelen 10,5%, tarwe 11,9% en suikerbieten 26,9%, terwijl de oppervlakte van zaaiuien met 117% toenam. Van 2021 tot 2022 nam het areaal akkerbouw weer toe met 10.480 hectare tot 536.230 ha.
Het aantal akkerbouwbedrijven nam in de periode 2000–2018 af van 35.872 tot 18.197. Het gemiddelde areaal van de overblijvende bedrijven groeide sterk; 33% had anno 2018 een oppervlakte van meer dan 100 hectare tegen 16,5% in 2000.
| Akkerbouwgewas                      | Hectare 2020          | Hectare 2021                 | Hectare 2022                 |
| ----------------------------------- | --------------------- | ---------------------------- | ---------------------------- |
| zaaiuien                            | 27.400                | 30.120                       | 27.320                       |
| aardappelen consumptie poot zetmeel | 166.000 77.000 44.500 | 160.300 71.360 43.790 45.150 | 163.560 76.860 43.320 43.380 |
| tarwe                               | 101.000               | 119.380                      | 124.800                      |
| suikerbieten                        | 81.000                | 80.690                       | 81.940                       |
| gerst                               | 38.200                | 30.080                       | 36.940                       |
| overige                             | 113.600               | 105.180                      | 101.670                      |
| totaal akkerbouw                    | 527.200               | 525.750                      | 536.230                      |

Anno 2021 werd 180.000 hectare, oftewel 34% van het Nederlandse akkerbouwareaal, gebruikt voor graanproductie. Hoewel aardappelen en uien meer opleveren dan graan, wordt graan toch vaker gezaaid omdat het goed is voor de bodem. Anno 2022 werden granen zoals tarwe in Nederland vooral verbouwd voor veevoer omdat er relatief weinig eiwitten inzitten. Daarom importeerde men voor het bakken van brood liever granen uit andere landen, hoewel de toegenomen belangstelling voor duurzaamheid tot enige verschuiving naar lokale productie van tarwebrood aan het leiden was.
In Nederland is er een teelt van consumptieaardappelen, processing aardappelen (fabrieksaardappel), zetmeelaardappelen (fabrieksaardappel) en pootaardappelen. De belangrijkste teeltgebieden van consumptie-aardappels zijn Flevoland, Zeeland en Noord-Brabant. In de veenkoloniën (in Drenthe en Groningen) worden veel fabrieksaardappels voor de zetmeelwinning geteeld. In het noorden, vanwege minder luizen, pootaardappels.

### Opengrondstuinbouw
Anno 2020 werd 93.100 hectare oftewel 5,1% van het totaal areaal cultuurgrond in Nederland gebruikt voor opengrondstuinbouw, ook wel "tuinbouw open grond" genoemd.:72 Hiervan werd 26.000 hectare besteed aan groenteteelt, 19.900 hectare aan fruitteelt, 27.000 hectare aan bloembollenteelt en 16.700 hectare aan boomkwekerij.:72

### Glastuinbouw

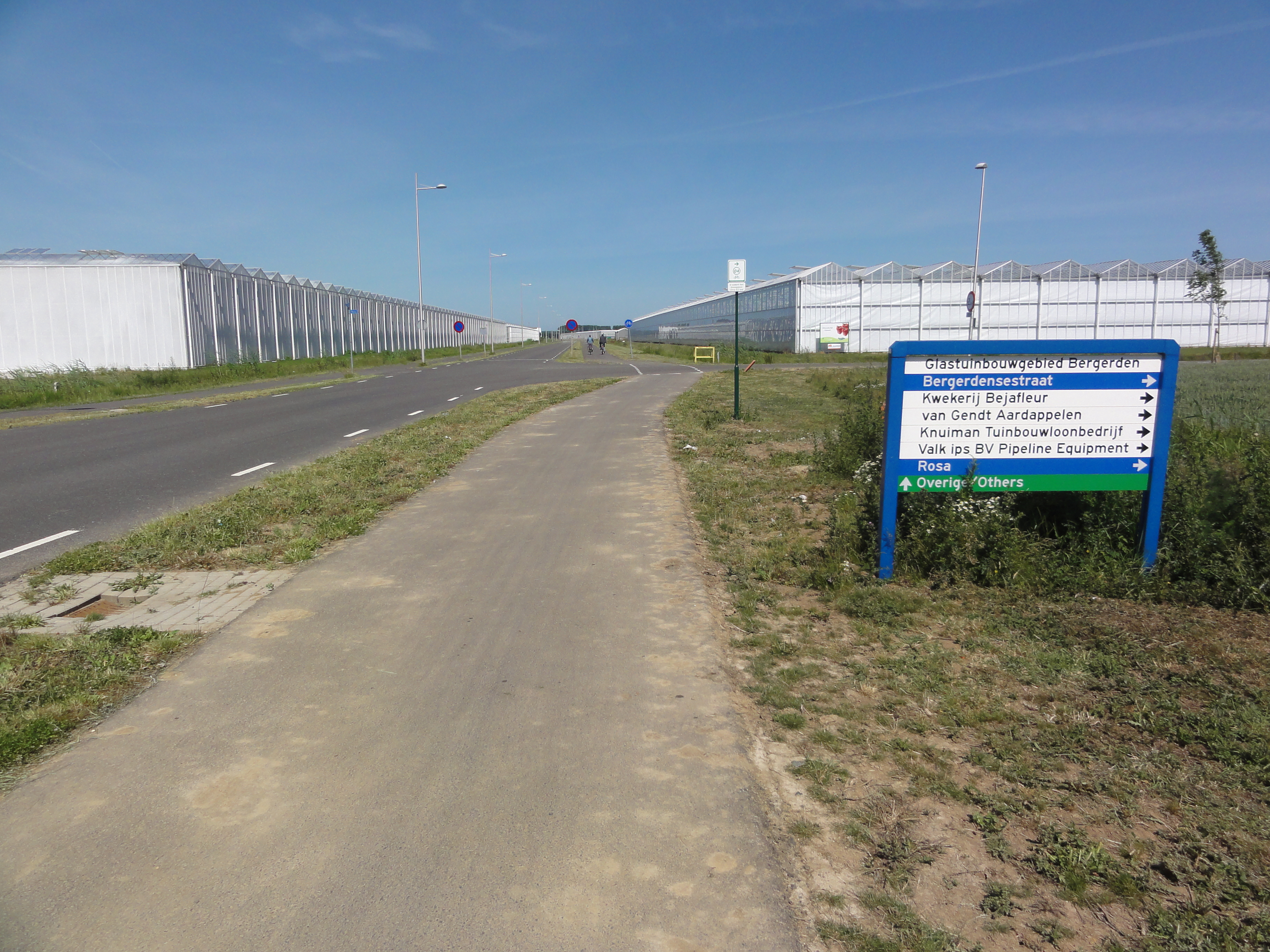
Glastuinbouwgebied Bergerden, Lingewaard

In Nederland waren er anno 2021 3.710 gespecialiseerde glastuinbouwbedrijven met in totaal 10.570 hectare kassen (anno 2020 was dit 0,6% van het totaal areaal cultuurgrond in Nederland). De meest geteelde gewassen onder glas waren anno 2021 tomaat (1.850 hectare), paprika (1.630 hectare), komkommer (640 hectare), aardbei (570 hectare) en chrysant (470 hectare). In 2000 was het aantal teeltbedrijven nog meer dan 11.000, maar ook hier is schaalvergroting opgetreden, terwijl het areaal van 10.520 hectare (2000) eerst licht afnam tot 8.990 (2018) en daarna weer herstelde tot 10.570 (2021).

## Veeteelt

### Omvang

#### Oppervlakte
Anno 2020 werd 1.184.400 hectare oftewel 65,1% van het totaal areaal cultuurgrond in Nederland gebruikt door de veehouderij, waarvan 977.500 hectare oftewel 53,9% als grasland (blijvend, tijdelijk en natuurlijk grasland) en 195.800 hectare oftewel 11,4% voor groenvoedergewassen (voornamelijk snijmaïs dat door de boerderijen zelf als veevoer wordt gebruikt).:72 De resterende 11.100 hectare (amper 1%) voor overige doeleinden wordt in beslag genomen door overige groenvoedergewassen zoals voederbieten en luzerne. Het "areaal cultuurgrond" is exclusief de rest van het "agrarisch terrein" (ongeveer 400.000 hectare) dat onder andere de erven bevat:72 waarop bijvoorbeeld stallen voor het vee, bedrijfswoningen, machinebergingen, kuilplaatsen, mest- en voedersilo's staan.:37

#### Veestapel
Er worden in de Nederlandse agrarische sector meer dan 100 miljoen dieren (varkens, runderen, geiten, kippen en schapen) gehouden.
| Diersoort                    | Aantal 2006   | Aantal 2007   | Aantal 2012   |
| ---------------------------- | ------------- | ------------- | ------------- |
| runderen (vlees- en melkvee) | 3,8 miljoen   | 3,7 miljoen   | 3,9 miljoen   |
| schapen en geiten            | 1,7 miljoen   | 1,3 miljoen   | 1,4 miljoen   |
| varkens                      | 11,6 miljoen  | 11,6 miljoen  | 12 miljoen    |
| kippen (vlees- en legkippen) | 83 miljoen    | 92,7 miljoen  | 95 miljoen    |
| totaal:                      | 100,1 miljoen | 109,3 miljoen | 112,3 miljoen |

| Diersoort | Aantal 2019 |
| --------- | ----------- |
| kippen    | 97 miljoen  |
| varkens   | 12 miljoen  |
| runderen  | 3,9 miljoen |
| geiten    | 0,6 miljoen |

Daarnaast zijn er nog kalkoenen, eenden en konijnen. Volgens het Productschap voor Pluimvee en Eieren werden in 2009 bijna 10 miljard eieren gelegd, een groot deel daarvan wordt geëxporteerd.

#### Slacht
In 2012 werden er 552,5 miljoen runderen, geiten, varkens, schapen en pluimvee geslacht. Dat dit aantal groter is dan het aantal dieren dat in Nederland wordt gehouden komt doordat bijvoorbeeld een vleeskip slechts enkele maanden (6 weken voor een 'plofkip') leeft voordat deze naar de slacht gaat, waarna zijn plaats in de stal weer wordt ingenomen door een ander vleeskuiken - het aantal vleeskippen dat op enig moment gehouden wordt ligt dus stabiel op ca. 50 miljoen, terwijl er jaarlijks toch 500 miljoen worden geslacht.
| geslachte dieren  | Aantal 2006   | Aantal 2012   |
| ----------------- | ------------- | ------------- |
| runderen          | 1,9 miljoen   | 1,9 miljoen   |
| schapen en geiten | 0,7 miljoen   | 0,6 miljoen   |
| varkens           | 14 miljoen    | 14 miljoen    |
| kippen            | 404 miljoen   | 534 miljoen   |
| totaal:           | 420,6 miljoen | 550,5 miljoen |

Volgens de NVWA waren er op 18 mei 2020 in Nederland 163 erkende slachthuizen voor vlees van gedomesticeerde hoefdieren, 27 voor vlees van pluimvee en konijnen en 21 voor vlees van gekweekt wild. (Voor de jacht, die niet onder de landbouw valt, waren er 15 erkende vrij wildbewerkingsinrichtingen).

### Pluimveehouderij

#### Vestigingsplaatsen van pluimveehouderijen
Om pluimvee te mogen houden moet een boer eerst pluimveerechten of pluimvee-eenheden verwerven om het milieu niet te veel te belasten.
De meeste pluimveehouderijen zijn te vinden op zandgronden, vooral in Noord-Brabant, Limburg, Gelderland en Overijssel. De reden is dat op die van oudsher weinig vruchtbare gronden, graan verbouwd kon worden als veevoer en de mest er goed gebruikt kon worden om de bodemvruchtbaarheid te verbeteren.
Tegenwoordig is de vestigingsplaats niet meer afhankelijk van de plaats waar voer geproduceerd en mest gebruikt kan worden. Heel veel van het voer wordt geïmporteerd. De mest wordt met vrachtwagens gebracht naar waar het gebruikt kan worden. Een groot deel van de Nederlandse kippenmest gaat zo naar het haven- en industriegebied Moerdijk, waar verbranding plaatsvindt. Dit levert energie en mineralen op.

#### Statistieken
In de Nederlandse pluimveehouderij worden de volgende dieren gehouden:
- kippen
- kalkoenen
- eenden
- ganzen
- parelhoenders
- in mindere mate houdt men ook wel struisvogels.

Kwartelboerderijen zijn in Nederland niet toegestaan, al kunnen kwarteleieren wel uit andere Europese landen worden geïmporteerd.
Omvang van de verschillende sectoren in de pluimveehouderij in 2014 en 2005:
|                           | aantal 2014 | aantal 2005 | productie 2005             |
| ------------------------- | ----------- | ----------- | -------------------------- |
| Bedrijven                 | 2.180       | 3.100       |                            |
| Kippen totaal             | 103.038.000 | 92.914.000  | 414.400.500                |
| Leghennen (>18wkn)        | 34.780.000  | 30.513.000  | 9.200.000.000 stuks eieren |
| Vleeskuikens              | 47.020.000  | 44.496.000  | 550.600 ton vlees          |
| Kalkoenen                 | 793.900     | 1.245.000   | 32.200 ton vlees           |
| Eenden en overig pluimvee | 905.000     | 1.305.000   | 13.300 ton vlees           |

De omvang van de 'alternatieve' vleeskuikenhouderij is gegroeid. Bedrijven zijn geleidelijk overgeschakeld op scharrelhuisvesting of een ander concept.
Een groot deel van de eieren wordt op een andere manier dan in de gangbare legbatterijen geproduceerd. De verschillende huisvestingsmethodes voor leghennen zijn (met het aantal geproduceerde eieren in 2005):
- legbatterij-eieren (5400 miljoen)
- scharreleieren (2244 miljoen)
- vrije-uitloopeieren (1447 miljoen)
- biologische eieren (112 miljoen)

Legbatterijen zijn omwille van het dierenwelzijn door Europese richtlijn 1999/74/EC sinds 1 januari 2012 in de hele EU verboden. Nederland heeft in de aanloop naar het verbod de legbatterijen uitgefaseerd: 400 van de 1100 pluimveeboeren hadden in 2010 nog legbatterijen, tegen december 2011 waren dat er nog ongeveer 10. Verrijkte kooien waren nog tot 2021 toegestaan.

### Varkenshouderij
In 2021 werden in Nederland 11,4 miljoen varkens gehouden.

#### Soorten varkensbedrijven
Veruit de meeste bedrijven in deze bedrijfstak werken volgens de methoden van de intensieve veehouderij. Er zijn ook enkele bedrijven waar scharrelvarkens worden gehouden en circa 80 biologische bedrijven, waar op biologische wijze varkens worden gehouden. Sommige bedrijven laten toe dat de dierenbescherming hun bedrijfsvoering op het gebied van dierwelzijn controleert; ze kunnen hiermee een of meer sterren verdienen. Ook waren er in 2011 175 bedrijven die produceren onder een milieukeur.
De varkenshouderij kan verder onderverdeeld worden in vermeerderingsbedrijven, vleesvarkensbedrijven en gesloten bedrijven.

#### Statistieken
Vanaf het midden van de 19e eeuw begonnen de boeren in de zandgebieden (Veluwe, Middenpeel en Noord-Brabant) steeds meer te produceren voor de export. Ze gingen rogge als krachtvoer aan het vee voeren. Al vrij snel werd er veevoer ingevoerd. Begin 1900 behoorde Nederland samen met Duitsland en Engeland tot de drie grootste maïsimporteurs van Europa. Later werd overgeschakeld op de invoer van tapioca. Mede doordat het gemengde bedrijf te klein werd voor de kinderen, ontstond een grondloze vorm van varkenshouderij die alsmaar verder intensiveerde. Vanaf de jaren zestig heeft het Gat van Rotterdam een belangrijke rol gespeeld. De Nederlandse varkenshouderij kon daardoor profiteren van lage voerkosten en goedkope import van energierijke gewassen. Ze groeide na 1960 dan ook zeer snel.
Naast geïmporteerd voer bestaat bij de varkensvleesproductie anno 2010 ongeveer 70 procent van het rantsoen van de dieren uit restproducten. Afval van de voedingsmiddelenindustrie, zoals de aardappelverwerkende industrie en de kaasproductie. Ook restproducten van bio-energie producenten en sojaschroot dat vrij komt bij het produceren van sojaolie voor voedingsmiddelen wordt aan de varkens gevoerd.
Hield in vroeger jaren een varkenshouder slechts enkele honderden varkens; anno 2011 had een varkenshouder die alleen vleesvarkens produceerde ongeveer 4000 varkens nodig om zijn bedrijf rendabel uit te kunnen oefenen. Om die reden zijn er steeds meer bedrijven met meer dan 2.500 varkens. In 1980 waren dat er in Nederland 100, maar in 2005 waren het er al meer dan 1.000. In de meeste gevallen zijn dit gezinsbedrijven waar naast de boer vaak zijn vrouw en soms een van de kinderen of een medewerker werkzaam zijn. Omdat er steeds meer bedrijven streven naar zeer grootschalige varkensproductie is er in provincies als Noord-Brabant en Overijssel veel discussie over de vestiging van deze zogenoemde megastallen. Sommigen stellen voor dat deze manier van vleesproductie beter kan verhuizen van het platteland naar industrieterreinen bij de steden. Veel stedelingen vinden het ontstaan van stallen met meerdere verdiepingen, de zogenoemde varkensflats echter ook geen aantrekkelijke idee. De bedrijfstak is afhankelijk van vergunningsverlening door de provinciale overheid. Ze heeft bij de bedrijfsontwikkeling met regelgeving te maken zonder dat precies wettelijk is vastgelegd wat de limiet aan de grootte van een bedrijf is. Schaalvergroting betekent echter niet dat er meer varkens in Nederland komen. Een varkenshouder moet varkensrechten hebben om varkens te kunnen houden en het aantal varkensrechten is niet gestegen, dus het totale aantal gaat de 20 miljoen dieren per jaar niet te boven.
Door het systeem van varkensrechten wordt bij nieuwbouw (die moet voldoen aan de hoogste eisen voor dierwelzijn en milieu) altijd ergens anders een of meerdere minder rendabele stallen gesloten.
| Jaar | 1 tot 1000                                  | 1000 tot 2500                               | 2500 of meer                                | Totaal aantal bedrijven |
| ---- | ------------------------------------------- | ------------------------------------------- | ------------------------------------------- | ----------------------- |
| 1980 |                                             |                                             | 101                                         | 44 127                  |
| 1985 |                                             |                                             | 251                                         | 36 079                  |
| 1990 |                                             |                                             | 417                                         | 29 211                  |
| 1995 | 20 091                                      | 1 600                                       | 697                                         | 22 388                  |
| 2000 | 11 851                                      | 1 690                                       | 983                                         | 14 523                  |
| 2003 | 8 285                                       | 1 454                                       | 991                                         | 10 730                  |
| 2004 | 7 541                                       | 1 440                                       | 1 057                                       | 10 038                  |
| 2005 | 7 148                                       | 1 400                                       | 1 138                                       | 9 686                   |
| 2021 | (elk bedrijf heeft gemiddeld 3.365 varkens) | (elk bedrijf heeft gemiddeld 3.365 varkens) | (elk bedrijf heeft gemiddeld 3.365 varkens) | 3 405                   |

#### Wettelijke maatregelen
In Nederland is het wettelijk verplicht voor personen die één of meer varkens houden om zich te melden bij het ministerie van Economische Zaken, Landbouw en Innovatie (EL&I). Deze wettelijke verplichting geldt omdat de overheid wil weten wie er allemaal varkens houdt. De overheid gebruikt deze kennis bij de bestrijding van veewetziekten zoals mond-en-klauwzeer en varkenspest.
Een varkenshouderij moet voldoen aan onder andere het bestemmingsplan, de Wet milieubeheer (tot 1993 Hinderwet) en Mestwet en aan het Varkensbesluit. Er is een Europese richtlijn met minimumnormen, waaraan de Nederlandse regelgeving moet voldoen. Bij het opstellen van het Varkensbesluit is uitgegaan van deze richtlijn, maar het Varkensbesluit stelt strengere normen. Het Varkensbesluit is vooral van belang voor het welzijn van de varkens. Het besluit stelt naast inrichtingseisen ook eisen aan het welzijn van de varkens en geeft hiertoe voorschriften voor bijvoorbeeld het behandelen van zieke en gewonde dieren en de huisvesting van zeugen, biggen en mestvarkens.
Vanuit milieuoogpunt mag een varkenshouderij niet te dicht bij een natuurgebied liggen in verband met de ammoniakuitstoot en moet het bedrijf een milieuvergunning hebben.

### Rundveehouderij

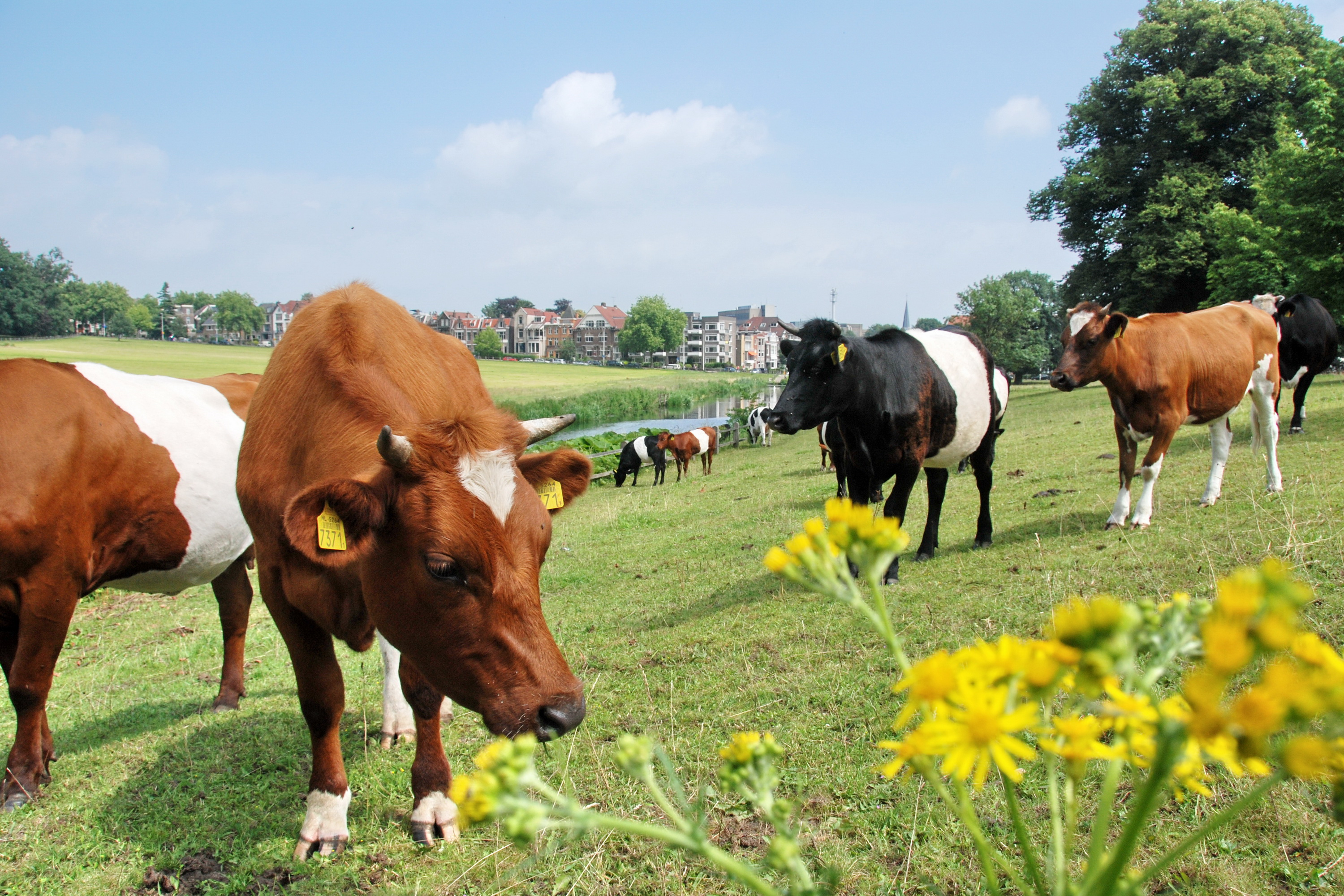
Koeien in Park Sonsbeek (2011)

In Nederland worden voornamelijk vrouwelijke runderen (koeien) gehouden voor zowel melk- als rundvleesproductie. Er wordt derhalve gesproken van melkkoeien, vleeskoeien en dubbeldoelkoeien. Daarnaast levert de huid van geslachte koeien als belangrijk bijproduct leer op, wat weer gebruikt kan worden voor kleding zoals schoenen.
Tussen 2000 en 2021 nam het aantal rundveehouderijbedrijven in Nederland af van 45.804 tot 23.539, terwijl het gemiddeld aantal runderen per bedrijf groeide van 89 tot 162.

#### Melkveehouderij
Door onder andere de intensivering van het weidebedrijf, verbeterde huisvestingssystemen, nieuwe veevoedingstechnieken en doelmatiger fokprogramma's is de melkproductie van Nederlandse koeien in de 20e en vroege 21e eeuw gestaag opgevoerd. Nederlandse melkkoeien gaven in 1910 per jaar zo'n 2500 liter melk. In 1950 gaf een gemiddelde koe 4000 l/jaar, hetgeen toenam tot 8200 l/jaar in 2015.
In 1940 werd in Nederland de melkstandaardisatie ingevoerd, dat het minimale en maximale vetgehalte bepaalt voor (afgeroomde) melk die onder verschillende benamingen mag worden verkocht. In Nederland is dit vastgelegd in het Warenwetbesluit Zuivel.

### Pelsdierhouderij

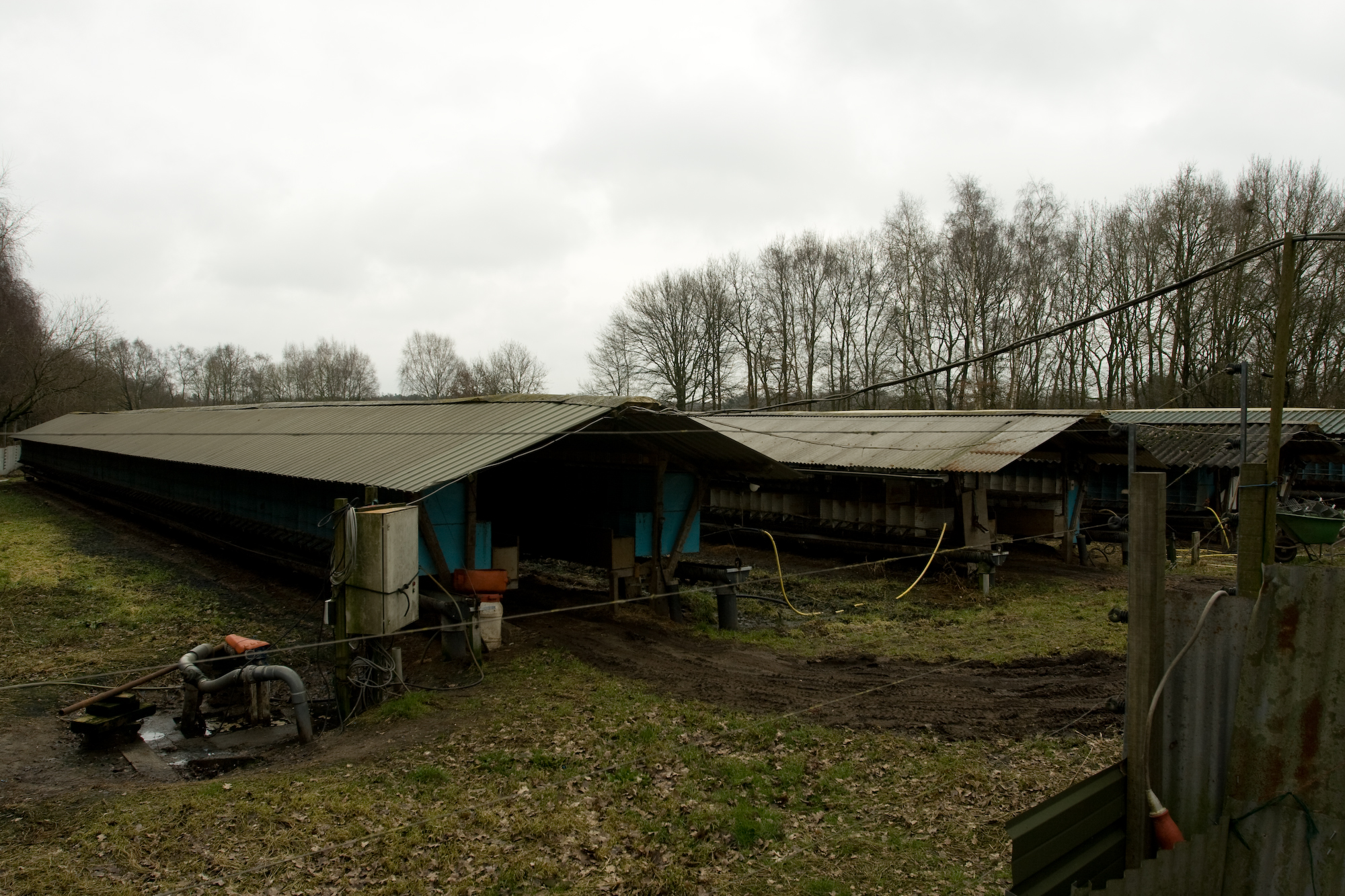
Nertsfokkerij bij Ruurlo (2009)

In Nederland werden tot 2021 in de meeste pelsdierfokkerijen Amerikaanse nertsen gefokt. Vossen- en chinchillafokkerijen zijn respectievelijk sinds 1995 en 1997 verboden in Nederland. Ook konijnen worden gehouden als pelsdieren.
Ten tijde van de coronacrisis in Nederland in mei 2020 raakten twee medewerkers van fokkerijen besmet met het virus door contact met nertsen. Een deel van de oppositie in de Tweede Kamer drong daarom aan op vervroeging van de reeds vastgestelde sluiting van alle fokboerderijen. De regering besloot de definitieve sluiting van de overgebleven nertsfokkerijen te vervroegen naar 1 maart 2021 om verdere verspreiding van het coronavirus via de bedrijven tegen te gaan.

### Extensieve veeteelt
In natuurgebieden vindt soms extensieve veeteelt plaats. Een dergelijke begrazing van natuurgebieden gebeurt onder meer door schapen, paarden en runderen, soms oude rassen zoals het heidekoe of het Drents heideschaap of half-wilde dieren, zoals het heckrund.

## Milieu-impact
Nederland heeft een relatief grote veestapel vergeleken met andere landen, hetgeen zorgt voor een grote milieu-impact. Vanaf de tweede helft van de 20e eeuw werd dit in toenemende mate erkend als een ecologisch probleem waar iets aan diende te worden gedaan. Daarentegen is het uitbreiden van de veestapel economisch gunstig voor de landbouwsector.
De akkerbouw is intensief en veroorzaakt milieuschade door het gebruik van onkruidbestrijdingsmiddelen en insecticiden.

### Broeikasgassen
De landbouw stootte anno 2018 jaarlijks zo’n 26 megaton aan broeikasgassen uit, wat neerkomt op circa 10% van de totale emissie van Nederland. Volgens het Klimaatakkoord van Parijs (2015) moet dit in 2030 met 3,5 megaton lager zijn. Onder meer de Raad voor de leefomgeving en infrastructuur (april 2018), het Planbureau voor de Leefomgeving en de Wetenschappelijke Raad voor het Regeringsbeleid kwamen daarom eind jaren 2010 in adviezen aan de regering tot de conclusie dat in Nederland minder dieren gehouden zouden moeten worden en Nederlanders minder vlees zouden moeten eten.
Uit onderzoek van het Kieskompas en Greenpeace bleek in oktober 2018 dat 54% van de Nederlanders het eens was met de stelling ‘Om de uitstoot van broeikasgassen te verminderen moet het aantal koeien, varkens en kippen in de veehouderij worden verminderd’, terwijl 25% het oneens was en 21% neutraal. Een nog veel groter aandeel van de geënquêteerden, namelijk 67%, was bereid om minder vlees te eten om schade aan het milieu te beperken. Met uitzondering van aanhangers van de PVV en de SGP, vond de meerderheid van kiezers van alle partijen dat Nederlandse veestapel moest worden gereduceerd.

### Nutrienten en eutrofiëring
Niet alle als meststof gebruikte voedingsstoffen (kalium, fosfor en stikstof) worden door de planten opgenomen. Een deel hiervan komt in de lucht of het water terecht. Dit leidt tot eutrofiëring en luchtverontreiniging. Een van de beleidsinitiatieven van de Rijksoverheid om de stikstofvervuiling te verminderen was het Programma Aanpak Stikstof (PAS).
Op 29 mei 2019 werd het dit programma ongeldig verklaard door de Raad van State, omdat dit in strijd was met Europese rechtsgeldige normen om de milieuschade veroorzaakt door stikstof te verminderen. Dit veroorzaakte de Stikstofcrisis: sindsdien lagen allerlei projecten stil, vooral in de woningbouw, en zocht het kabinet-Rutte III naar een oplossing. Kamerlid Tjeerd de Groot (D66) wees erop dat 70% van de binnenlandse stikstofuitstoot uit de landbouw komt en daarbinnen vooral de intensieve veehouderij (volgens Nieuwsuur 45% van alle stikstofemissies), terwijl die minder dan 1% van de Nederlandse economie bedraagt; daarom stelde hij voor om de Nederlandse veestapel te halveren. Het voorstel werd niet gesteund door coalitiepartners VVD, CDA en ChristenUnie, en vormde de directe aanleiding voor het boerenprotest op 1 oktober 2019.

### Verdroging
Ten behoeve van efficiënt landbouwbeheer vindt waterpeilverlaging in landbouwgebieden plaats. Natuurgebieden verdrogen door dit waterbeheer. In de veengebieden in West- en Noord-Nederland vindt bovendien inklinking plaats, waardoor de bodem daalt.

### Afname biodiversiteit
De landbouw geldt als een van de belangrijkste oorzaken van de afname van biodiversiteit in Nederland. Het aantal soorten neemt door de jaren heen sterk af. Zo waren er in Nederland in het jaar 1950 1400 soorten hogere planten. Sindsdien zijn hiervan 70 uitgestorven en zijn 500 in aantal/oppervlakte ernstig achteruitgegaan. Het aantal broedvogelsoorten is in dezelfde periode met een derde afgenomen. Ook bij de insectenpopulaties wordt sedert het begin van de 21e eeuw een opmerkelijke terugval genoteerd.
Vooral de intensivering van de landbouw geldt als een belangrijke oorzaak, en daarmee habitatverlies voor veel soorten. Ook eutrofiëring door het overmatig gebruik van meststoffen draagt hieraan bij.

### Stank
De veehouderij, vooral de varkenshouderij, leidt al sinds 1970 tot stankproblemen.

### Pesticiden
De landbouw draagt bij tot een toename van vervuiling van het grond- en oppervlaktewater, door het gebruik van pesticiden.

## Alternatieve landbouwmethoden
Sedert het eind van de negentiende eeuw zijn er initiatieven te komen tot vormen van alternatieve landbouw, 'duurzame landbouw, 'biologische landbouw', 'kringlooplandbouw' en meer. Verreweg de meeste landbouwers in Nederland volgen conventionele methoden, maar het aantal boeren dat volgens een alternatieve aanpak werkt, groeit langzaam. De alternatieve landbouwmethoden beogen natuur- en milieuvriendelijker te zijn door de extensievere productievormen, zoals het lagere gebruik van pesticiden, een lagere veebezetting, het gebruik van eigen mest voor akkers of eigen voer in plaats van ingevoerd krachtvoer. Het ruimtebeslag kan door deze extensieve bezetting hoger zijn en de productie door het niet gebruiken van veel meststoffen lager zijn. De mate waarin alternatieve vormen natuur- en milieuvriendelijker zijn, hangt af van het type alternatieve landbouw.
De Nederlandse overheid heeft in het vierde Nationaal Milieubeleidsplan in 2001 en eerder al in de Structuurnota landbouw uit 1990 aangegeven te kiezen voor een meer duurzame landbouw.

### Biologische landbouw
Volgens het CBS produceerde anno 2019 3,3% van de Nederlandse boeren biologisch en de rest conventioneel; volgens Stichting Skal Biocontrole, een belangengroep van bijna 2000 Nederlandse bioboeren, was het ongeveer 4%. Daarnaast waren er in 2018 volgens belangenvereniging Demeter 143 boeren die produceerden volgens de biologisch-dynamische landbouw.
De biologische landbouw stamt uit het begin van de twintigste eeuw. In de jaren 1960 en 1970 ontstonden veel maatschappelijke organisaties rond 'natuur' en 'milieu' zoals Milieudefensie en Stichting Natuur en Milieu, deels als recatie op de vervuilende landbouw. In dit nieuwe maatschappelijke klimaat vonden veel kritische landbouwers aansluiting bij de Vereniging voor Biologisch-Dynamische Landbouw en Voeding. Boeren die niets zagen in de antroposofie van Steiner zochten andere wegen, onder andere in centrum De Kleine Aarde te Boxtel. Ter ondersteuning en ontwikkeling van de ecologische landbouw, werd in 1984 de Nederlandse Vereniging voor Ekologische Landbouw (NVEL) opgericht.
Met de uitbraken van gekkekoeienziekte, mond-en-klauwzeer en de varkenspest in het begin van de jaren 1990, kwam de gangbare landbouw meer ter discussie te staan. Mede hierdoor kregen consumenten meer oog voor biologische producten. In 1991 werd de biologische plantaardige productie wettelijk vastgelegd. Biologische producten waren in de jaren zeventig en tachtig enkel in gezondheidswinkels te koop, totdat ze in de jaren negentig ook in de schappen van reguliere supermarkten kwamen te liggen. Tegenwoordig verkopen steeds meer supermarkten biologische producten en nog altijd wordt het biologische aanbod steeds gevarieerder. Ook worden de eisen voor de biologische keurmerken steeds strenger. Biologische landbouw gebruikt veel minder insecticiden en andere synthetische hulpstoffen en is daarmee doorgaans milieuvriendelijker, maar of zij beter voor de voedselveiligheid is dan conventionele landbouw is omstreden. Het ruimtebeslag is doorgaans hoger en de productie doorgaans lager dan die van de gangbare landbouw. Of de biologische landbouw duurzamer is dan conventionele landbouw hangt af van een aantal factoren en de gebruikte criteria.

### Kringlooplandbouw
Kringlooplandbouw is een vorm van duurzame landbouw waarbij de kringloop van stoffen gesloten is. Dit houdt in dat alle stoffen die door de landbouw uit een gebied verdwijnen ook weer teruggebracht worden in het gebied. De stoffen die een gebied verlaten, zoals nitraten, moeten dus ook weer in het gebied terechtkomen. Er wordt op een zo efficiënt mogelijke manier gebruikgemaakt van de beschikbare hulpbronnen en de agrariër probeert de uitstroom en instroom van deze hulpbronnen gelijk te houden. Vormen van kringlooplandbouw zijn heel oud maar kregen meer aandacht nadat Justus von Liebig in 1861 wees op de nadelige gevolgen van onmatig kunstmestgebruik voor het bodemleven en de kwaliteit van het agrarisch product. Aan het begin van de 21e eeuw kwam het hoger op de politieke agenda te staan in Nederland omdat het een oplossing leek te bieden voor de problemen in de landbouw, zoals de vervuiling als gevolg van de hoge mestproductie.

### Geïntegreerde landbouw
Onder geïntegreerde landbouw wordt een landbouw verstaan die probeert de verschillende functies van landbouw op elkaar af te stemmen. In het bijzonder gaat het erom natuur-, landschaps- en milieubeheer een bestanddeel van de bedrijfsvoering te laten zijn, naast de meer traditionele bestanddelen zoals loonvorming, arbeidsomstandigheden en voedselproductie. De term geïntegreerde landbouw kreeg in Nederland bekendheid met het verschijnen van de nota 'Bouwstenen voor een geïntegreerde landbouw' van de Wetenschappelijke Raad voor het Regeringsbeleid in 1985, maar was al eerder, in 1980, gebruikt in een discussienota voor Vereniging Milieudefensie. Deze vorm van landbouw moest een antwoord zijn op de problemen in de gangbare landbouw maar meer dan de alternatieve landbouw aansluiten bij de bestaande landbouw. Er is overlap met de begrippen 'verbrede landbouw' en 'duurzame landbouw'.

### Biologische bestrijding
Biologische bestrijding is de bestrijding van schadelijke organismen in de land- en tuinbouw door een natuurlijke vijand van het schadelijke organisme uit te zetten. Voordelen van biologische bestrijding zijn dat er geen milieuschade door residuen van pesticiden plaatsvindt, en dat problemen met resistentie niet aan de orde zijn. Nadelen zijn dat biologische bestrijders als sluipwespen kunnen wegvliegen zodat ze vooral in kassen toegepast kunnen worden en dat ze vaak niet alle veroorzakers van plantenziekten of plagen aanpakken.

## Dierenwelzijn
Dierenrechtenorganisaties zoals Dierenbescherming en Wakker Dier, maar ook politieke partijen hebben al decennia lang kritiek op de Nederlandse veehouderij, met name de bio-industrie, vanwege het gebrek aan dierenwelzijn. In de bio-industrie worden dieren met fysieke ingrepen en genetische veredeling aangepast aan bedrijfseconomische eisen. De zorg voor dierenwelzijn kreeg in 1992 een wettelijke basis in de Gezondheids- en welzijnswet voor dieren. Problemen met dierenwelzijn doen zich veel voor in de intensive varkenshouderij en pluimveehouderij, maar ook wel in de rundveehouderij.

### Kippen

Wetgeving omtrent snavelknippen over de wereld
Landelijk verbod op snavelknippen
Regionaal verbod op snavelknippen
Snavelknippen legaal
Geen gegevens

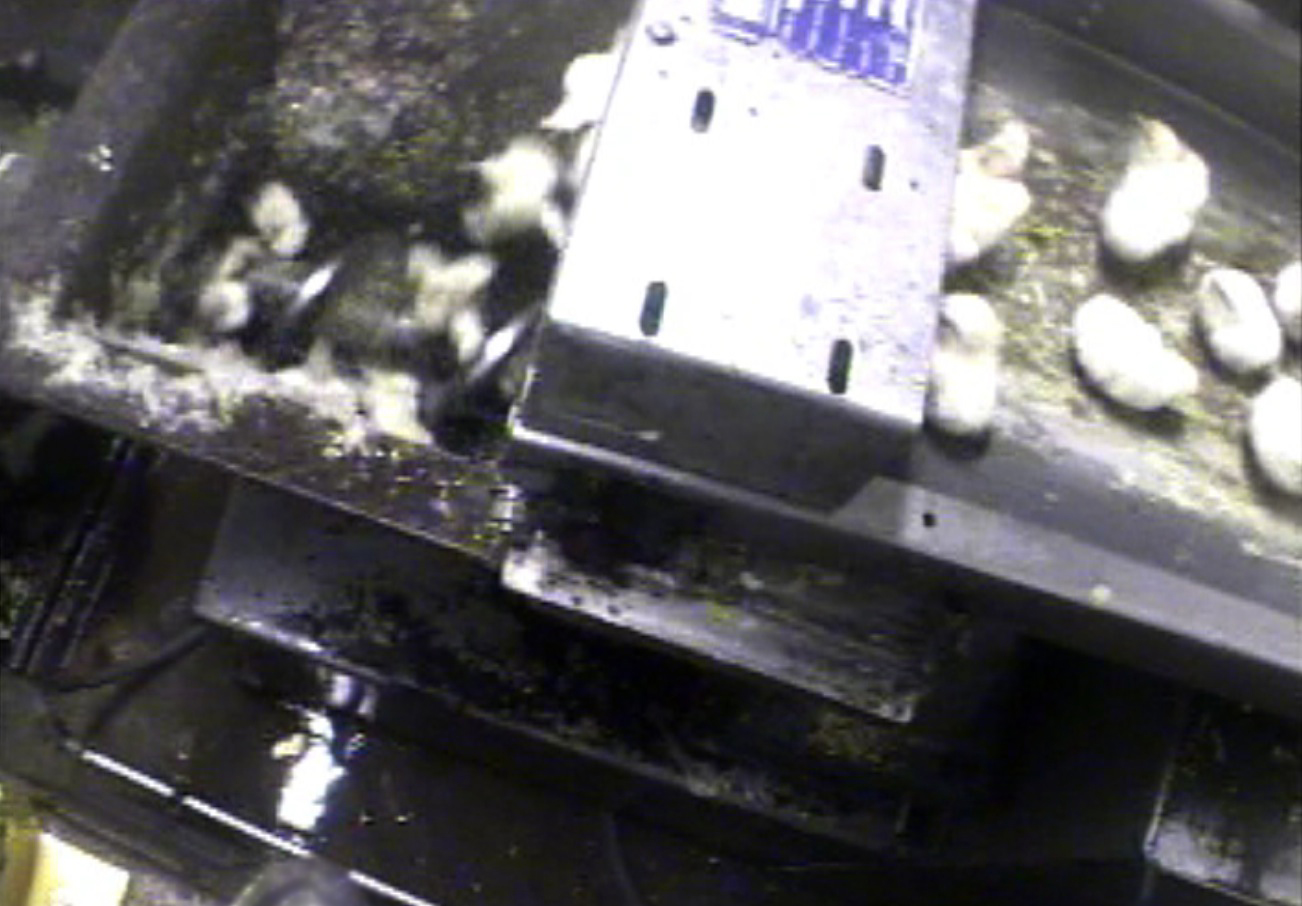
Vermalen van kuikens

In de Nederlandse pluimveesector zijn de belangrijkste dierenwelzijnskwesties het grootschalige doden van mannelijke eendagskuikens omwille van hun economische nutteloosheid en het ondervoeden of verwaarlozen van vrouwelijke kuikens.
Net als elders in de wereld voerde de Nederlandse pluimveesector halverwege de 20e eeuw het snavelknippen in onder pluimvee om te voorkomen dat ze elkaars veren zouden pikken en beschadigen of zelfs kannibalisme plegen. Het snavelknippen veroorzaakte echter veel pijn voor de vogels en werd in toenemende mate bekritiseerd als dieronvriendelijk. Nadat de meeste Scandinavische landen het snavelknippen al hadden verboden, werd er in 1996 in Nederland ook een verbod aangekondigd, maar door bezwaren uit de pluimveesector werd dit jarenlang uitgesteld. In juni 2013 bereikte de regering een akkoord met de pluimveehouders en dierenwelzijnsorganisaties om het snavelknippen uit te faseren en in 2018 te verbieden. Het verbod op snavels knippen trad uiteindelijk op 1 januari 2019 in werking.
In de Nederlandse pluimveesector worden er jaarlijks zo'n 45 miljoen eendagshaantjes gelijk na de geboorte gedood. Haantjes zijn economisch gezien niet aantrekkelijk; ze kunnen geen eieren leggen en doen er te lang over om het gewicht van een vleeskip te bereiken. Het duurt veertien weken voordat een haantje twee kilo weegt. De mannelijke kuikens worden op de broederij versnipperd of vergast. Dit gebeurt bij de productie van alle soorten eieren: biologische eieren, vrije-uitloopeieren, scharreleieren en legbatterij-eieren.
Het doden van eendagskuikens is een controversieel thema. In de politiek en wetenschap worden alternatieven voortdurend geëvalueerd. De Duitse bondslanden Hessen en Noordrijn-Westfalen hebben het stelselmatige doden van eendagskuikens verboden, een wetvoorstel voor een nationaal verbod in Duitsland is in 2015 door de Bondsraad goedgekeurd. Middels in-ovogeslachtsbepaling wordt in verschillende landen sinds de jaren 2010 gepoogd om het kuikendoden te kunnen uitfaseren. In 2018 is het Nederlands-Duitse bedrijf Seleggt hier als eerste in geslaagd en vanaf november dat jaar lagen deze 'Respeggt'-eieren in honderden winkels in de regio Berlijn. Jumbo was de eerste supermarktketen in Nederland; sinds half maart 2020 hadden alle Jumbo-supermarkten (meer dan 600 filialen in Nederland) ze in de schappen liggen. Coop is van plan in september 2020 te beginnen met de verkoop van Respeggt-eieren.
Ieder jaar worden er in Nederland 500 miljoen kuikentjes gebroed. In 2012 stierven naar schatting vijf miljoen kuikens omdat broederijen de kuikens tot 48 uur lang zonder voer en water laten zitten nadat ze uit het ei zijn gekomen.
Om het imago van de kippensector te verbeteren begonnen de Nederlandse ondernemers in 2017 een grootschalige publiciteitscampagne. In 2018 concludeerde de Nederlandse Voedsel- en Warenautoriteit (NVWA) in een drietal rapporten dat er nog veel misgaat in de kippenvleesketen. Onvoldoende voer en drinkwater, zweren aan de poten en verkeerd gebruik van antibiotica zouden regelmatig voorkomen in pluimveebedrijven. De instantie zal strenger gaan optreden tegen niet naleven van wetten en regels.

### Varkens
Door de hoge dierdichtheid en gebrek aan beweegruimte hebben varkens de neiging om elkaar te bijten. Het staartbijten heeft invloed op het welzijn en gezondheid van de varkens. Bij varkenshouderijen is het gangbaar om de varkensstaart uit voorzorg te couperen.

### Runderen
In de 20e eeuw werden 'kistkalveren' als belangrijk welzijnsprobleem in de rundveehouderij gezien. Kistkalveren leefden in een soort kistje, verstoken van stro, daglicht, contact met ander dieren en bewegingsruimte. Na maatschappelijk protest besloot de EU en vervolgens Nederland over te gaan tot nieuwe wetgeving (het zogenaamde 'Kalverbesluit', van 7 juli 1994) dat een minimumleefruimte vast stelde voor de kalveren. Het leidde in Nederland in de 10 jaar die volgden tot verbetering, vaak tot groepshuisvesting voor de kalveren.
In de melkveehouderij leidt het doorfokken voor een hoge melkopbrengst soms tot gezondheidsproblemen, zoals klachten aan de uier. Ook worden jonge mannelijke kalveren vanwege hun overbodigheid meteen na de geboorte bij de moederkoe weggehaald.

### Ziektes
Dierziektes hebben een negatief effect op dierenwelzijn. Een veelvoorkomend voorbeeld in de rundveehouderij is ontsteking van het uierweefsel (mastitis). MRSA komt bij 40% van de varkens voor. Vanwege MKZ werden in 2001 260.000 gezonde dieren preventief gedood ('geruimd'). In Nederland zijn 88 BSE (gekkekoeienziekte) gevallen bij runderen vastgesteld (oorzaak: besmet diermeel). In 2006 was er een flinke uitbraak van blauwtong.
In 2002 is de Diergezondheidsmonitoring opgezet om de gezondheid van runderen, schapen en geiten, varkens en pluimvee in de Nederlandse veehouderij in de gaten te houden.

### Transport
Nederland heeft de European Convention for the Protection of Animals during International Transport (Revised) (ETS No. 193) van 2003 geratificeerd en is daarmee verplicht om bepaalde normen voor dierenwelzijn tijdens transport te waarborgen.
Miljoenen levende dieren worden door Europa getransporteerd non stop over duizenden kilometers om elders geslacht te worden, vaak zonder goede verzorging (water). Nederland exporteerde in 2010 12 miljoen levende varkens, 60.000 levende runderen, 120.000 levende kalfjes en ruim 220.000 schapen en geiten (PVE).
In februari 2024 berichtte De Groene Amsterdammer dat Nederlandse veehouders nog steeds op relatief grote schaal illegaal zieke en gewonde veedieren in Vlaanderen dumpten omdat de Belgische federale en regionele wet- en regelgeving minder streng was dan in Nederland. Dit fenomeen werd vanaf 2016 steeds vaker gemeld; in december 2018 leidde een rapport van het Federaal Agentschap voor de Veiligheid van de Voedselketen (FAVV) al tot de nodige ophef en aankondiging van maatregelen, waaronder aanvullende controles door de bevoegde Vlaamse, Belgische en Nederlandse autoriteiten.

### Brand
Kippen, kuikens, varkens, biggen, kalveren en koeien in de bio-industrie komen veelvuldig massaal om bij brand. Het gaat daarbij al gauw om honderden tot duizenden dieren per brandgeval die levend verbranden omdat de dieren in grote aantallen gehouden worden in één schuur. In 2009 verbrandden er 112.185 dieren waaronder 91.000 kippen, 7430 varkens, 400 koeien. 10 jaar later, in 2019, zijn er volgens het VATD, die het aantal dodelijke slachtoffers van stalbranden nauwkeurig bijhoudt, al vóór oktober 328.038 dieren omgekomen door stalbranden.

### Keurmerk
In 2007 lanceerde De Dierenbescherming het Beter Leven-keurmerk voor onder andere vlees met de bedoeling het lot van dieren in de bio-industrie te verbeteren. Een label op de verpakking geeft met één tot drie sterren de mate van dierenwelzijn aan: één ster is iets beter dan zonder keurmerk, drie sterren is het hoogst haalbare. De consument kan bij de keuze van een product een bijdrage leveren aan het dierenwelzijn door te letten op de 'Beter Leven'-sterren.

## Volksgezondheid
In de Nederlandse landbouwsector ligt de verantwoordelijkheid voor de volksgezondheid, inclusief de voedselveiligheid en voedselzekerheid, bij de Nederlandse Voedsel- en Warenautoriteit (NVWA) en het Rijksinstituut voor Volksgezondheid en Milieu (RIVM), die worden aangestuurd door het Ministerie van Landbouw, Natuur en Voedselkwaliteit (LNV) en het Ministerie van Volksgezondheid, Welzijn en Sport (VWS). Zij moeten ervoor zorgen dat de productie, het transport, de distributie en de consumptie van landbouwproducten in goede banen wordt geleid, zonder dat dit een gevaar vormt voor het mensenwelzijn (naast het dierenwelzijn en het milieu). Daarbij zijn de volgende zaken van belang:
- Voedselveiligheid: het voedsel moet van goede kwaliteit zijn voor menselijke consumptie. Het moet vers en/of goed verpakt zijn, voorzien van ingrediëntinformatie, een houdbaarheidsdatum en voor die tijd niet bedorven zijn, en mag niet besmet zijn met gevaarlijke ziektes. In noodgevallen moeten producten die onveilig blijken maar al verkocht zijn nog worden herroepen voordat ze worden geconsumeerd.
- Epidemiemanagement: ziektes die zich verspreiden onder dieren en kunnen overspringen op mensen moeten worden beperkt en bestreden; er moet medische zorg zijn voor mensen die ziektes oplopen. Enkele voorbeelden in de moderne Nederlandse landbouw zijn onder meer de vogelpest, Escherichia coli O104:H4 (de EHEC-bacterie), q-koorts en de fipronilcrisis.
- Voedselzekerheid: de voedsellogistiek moet goed op orde zijn om te garanderen dat er genoeg veilig voedsel voor iedereen beschikbaar is om schaarste en hongersnoden te voorkomen.
- Voedingspatroon: burgers moeten goed geïnformeerd worden over hoe een gezond, evenwichtig voedingspatroon eruitziet en welke variaties er mogelijk zijn ten aanzien van gewenste diëten (bijvoorbeeld om gezond af te vallen of minder/geen vlees/dierlijke producten te consumeren). Het Voedingscentrum, dat gesubsidieerd wordt door de Rijksoverheid, neemt die taak op zich. Een bekend voorbeeld van Nederlands overheidsbeleid op dit vlak is de in 1953 geïntroduceerde Schijf van Vijf.
- Milieu-impact: de uitstoot van broeikasgassen, watermanagement, het tegengaan van voedselverspilling, het beperken van wegwerpartikelen zoals plastic verpakkingen van landbouwproducten en andere ecologische zaken die een directe impact kunnen hebben op de volksgezondheid vallen ook onder de verantwoordelijkheid van de NVWA en het RIVM.